# صونيلا ساجنون
صونيلا ساجنون (بالفرنسية: Sounaila Sagnon)‏ (مواليد 4 يونيو 1966) هو ملاكم بوركيني، مثّل بلاده في الألعاب الأولمبية الصيفية 1988.

## روابط خارجية
صونيلا ساجنون على موقع أوليمبيديا (الإنجليزية)